# Parapheromia gicaria
Parapheromia gicaria är en fjärilsart som beskrevs av Frederick H. Rindge 1972. Parapheromia gicaria ingår i släktet Parapheromia och familjen mätare. Inga underarter finns listade i Catalogue of Life.